# Bilan saison par saison du Standard de Liège
Cette page présente le bilan saison par saison du Standard de Liège.
Le Standard de Liège est un club de football basé à Sclessin (Liège) en Belgique. La première saison du Standard de Liège date de 1903-1904. Le Standard joue en première division belge sans interruption depuis 1921, ce qui en fait le détenteur du record de participations consécutives. Le tableau suivant présente les résultats du Standard dans les principales compétitions belges et européennes. 
Le club a remporté dix fois le Championnat de Belgique, huit fois la Coupe de Belgique, quatre fois la Supercoupe de Belgique et une fois la Coupe de la Ligue Pro. Son meilleur résultat européen est sa finale lors de la Coupe d'Europe des vainqueurs de coupes 1982, perdue 2-1 contre le FC Barcelone.

## Légende
| Statistiques - J = Joué - V = Victoire - N = Match nul - D = Défaite - BP = Buts pour - BC = Buts contre - Pts = Points - Rang = Rang au classement final | Divisions: - D1= Championnat de Belgique D1 - D2 = Championnat de Belgique D2 | Tours: - N-P = Non-participant - TP = Tour préliminaire - TP1 = 1er tour préliminaire - TP2 = 2e tour préliminaire - TP3 = 3e tour préliminaire - T1 = 1er tour - T2 = 2e tour - T3 = 3e tour | - Grp = Phase de groupe (poule) - 1/16 = Seizième de finale - 1/8 = Huitième de finale - 1/4 = Quart de finale - 1/2 = Demi-finaliste - F = Finaliste - V = Vainqueur |

| Champion ou vainqueur * | Champion et promu * ↑ | Finaliste ou deuxième ¤ | Troisième | Promu ↑ | Relégué ↓ |

## Saisons
| Saison                                                                                                 | Championnat                                                                                              | Championnat                                                                                              | Championnat                                                                                              | Championnat                                                                                              | Championnat                                                                                              | Championnat                                                                                              | Championnat                                                                                              | Championnat                                                                                              | Championnat                                                                                              | Coupe de Belgique                                                                                        | Europe / Autre                                                                                           | Europe / Autre                                                                                           | Meilleur buteur                                                                                          | Meilleur buteur                                                                                          | Affluence moyenne                                                                                        | Coefficient UEFA                                                                                         |
| Saison                                                                                                 | Division                                                                                                 | J | V | N | D | BP | BC | Pts | Rang | Coupe de Belgique                                                                                        | Europe / Autre                                                                                           | Europe / Autre                                                                                           | Nom | Buts | Affluence moyenne                                                                                        | Coefficient UEFA                                                                                         |
| --- | --- | --- | --- | --- | --- | --- | --- | --- | --- | --- | --- | --- | --- | --- | --- | --- |
| 1902-1903                                                                                              | Junior                                                                                                   | 12 | 9 | 0 | 3 | 38 | 18 | 18 | 1er * /4                                                                                                 | inexistante                                                                                              | | | | | | |
| 1903-1904                                                                                              | Division 2 (régionale)                                                                                   | 6 | 4 | 0 | 2 | 24 | 10 | 8 | 2e ¤ /3                                                                                                  | inexistante                                                                                              | | | | | | |
| 1904-1905                                                                                              | Division 2 (régionale)                                                                                   | 8 | 2 | 1 | 5 | 14 | 31 | 5 | 4e /5 | inexistante                                                                                              | | | | | | |
| 1905-1906                                                                                              | Division 2 (régionale)                                                                                   | 8 | 3 | 1 | 4 | 14 | 18 | 7 | 3e /5 | inexistante                                                                                              | | | | | | |
| 1906-1907                                                                                              | Division 2 (régionale)                                                                                   | 8 | 3 | 0 | 5 | 15 | 17 | 6 | 3e /3 | inexistante                                                                                              | | | | | | |
| 1907-1908                                                                                              | Division 2 (régionale)                                                                                   | 7 | 4 | 0 | 3 | 19 | 9 | 8 | 3e /7 | inexistante                                                                                              | | | | | | |
| 1908-1909                                                                                              | Division 2 (régionale)                                                                                   | 16 | 12 | 2 | 2 | 46 | 16 | 26 | 1er * ↑ /9                                                                                               | inexistante                                                                                              | | | | | | |
| 1909-1910                                                                                              | Division d'Honneur                                                                                       | 22 | 10 | 3 | 9 | 37 | 25 | 23 | 5e | inexistante                                                                                              | | | | | | |
| 1910-1911                                                                                              | Division d'Honneur                                                                                       | 22 | 5 | 4 | 13 | 32 | 48 | 14 | 11e | inexistante                                                                                              | | | | | | |
| 1911-1912                                                                                              | Division d'Honneur                                                                                       | 22 | 6 | 3 | 13 | 29 | 85 | 15 | 9e | 1/2 | | | | | | |
| 1912-1913                                                                                              | Division d'Honneur                                                                                       | 22 | 6 | 5 | 11 | 24 | 66 | 17 | 10e | 1/16 | | | | | | |
| 1913-1914                                                                                              | Division d'Honneur                                                                                       | 23 | 6 | 1 | 16 | 29 | 53 | 13 | 11e ↓ | 1/16 | | | | | | |
| Aucune compétition de football n'a été jouée entre 1915 et 1919 à cause de la Première Guerre mondiale | | | | | | | | | | | | | | | | |
| 1919-1920                                                                                              | Promotion (D2)                                                                                           | 22 | 12 | 4 | 6 | 54 | 28 | 28 | 2e ¤ | pas de coupe                                                                                             | | | Maurice Gillis                                                                                           | 11 | | |
| 1920-1921                                                                                              | Promotion (D2)                                                                                           | 22 | 16 | 2 | 4 | 46 | 15 | 34 | 1er * ↑                                                                                                  | pas de coupe                                                                                             | | | Maurice Gillis                                                                                           | 12 | | |
| 1921-1922                                                                                              | Division d'Honneur                                                                                       | 26 | 11 | 6 | 9 | 45 | 33 | 28 | 5e | pas de coupe                                                                                             | | | Jean Dupont                                                                                              | 13 | | |
| 1922-1923                                                                                              | Division d'Honneur                                                                                       | 26 | 10 | 5 | 11 | 47 | 48 | 25 | 7e | pas de coupe                                                                                             | | | Maurice Gillis                                                                                           | 16 | | |
| 1923-1924                                                                                              | Division d'Honneur                                                                                       | 26 | 12 | 9 | 5 | 43 | 32 | 33 | 5e | pas de coupe                                                                                             | | | Jean Dupont                                                                                              | 15 | | |
| 1924-1925                                                                                              | Division d'Honneur                                                                                       | 26 | 9 | 8 | 9 | 36 | 39 | 26 | 8e | pas de coupe                                                                                             | | | ? | ? | | |
| 1925-1926                                                                                              | Division d'Honneur                                                                                       | 26 | 14 | 5 | 7 | 77 | 48 | 33 | 2e ¤ | pas de coupe                                                                                             | | | Lucien Fabry                                                                                             | 19 | | |
| 1926-1927                                                                                              | Division d'Honneur                                                                                       | 26 | 15 | 2 | 9 | 59 | 33 | 32 | 3e | 1/16 | | | Lucien Fabry                                                                                             | 29 | | |
| 1927-1928                                                                                              | Division d'Honneur                                                                                       | 26 | 17 | 3 | 6 | 90 | 55 | 37 | 2e ¤ | pas de coupe                                                                                             | | | François Ledent                                                                                          | 26 | | |
| 1928-1929                                                                                              | Division d'Honneur                                                                                       | 26 | 9 | 5 | 12 | 38 | 55 | 23 | 12e | pas de coupe                                                                                             | | | ? | ? | | |
| 1929-1930                                                                                              | Division d'Honneur                                                                                       | 26 | 10 | 4 | 12 | 54 | 59 | 24 | 10e | pas de coupe                                                                                             | | | L. Lequarré                                                                                              | 13 | | |
| 1930-1931                                                                                              | Division d'Honneur                                                                                       | 26 | 9 | 5 | 12 | 45 | 66 | 23 | 9e | pas de coupe                                                                                             | | | Jean Capelle                                                                                             | 15 | | |
| 1931-1932                                                                                              | Division d'Honneur                                                                                       | 26 | 11 | 4 | 11 | 71 | 74 | 26 | 9e | pas de coupe                                                                                             | | | Jean Brichaut                                                                                            | 22 | | |
| 1932-1933                                                                                              | Division d'Honneur                                                                                       | 26 | 14 | 3 | 9 | 77 | 56 | 31 | 4e | pas de coupe                                                                                             | | | Jean Capelle                                                                                             | 22 | | |
| 1933-1934                                                                                              | Division d'Honneur                                                                                       | 26 | 17 | 1 | 8 | 92 | 65 | 35 | 3e | pas de coupe                                                                                             | | | Jean Brichaut François Ledent                                                                            | 20 | | |
| 1934-1935                                                                                              | Division d'Honneur                                                                                       | 26 | 10 | 6 | 10 | 73 | 67 | 26 | 7e | 1/4 | | | François Ledent                                                                                          | 20 | | |
| 1935-1936                                                                                              | Division d'Honneur                                                                                       | 26 | 16 | 2 | 8 | 67 | 39 | 34 | 2e ¤ | pas de coupe                                                                                             | | | Jean Capelle                                                                                             | 25 | | |
| 1936-1937                                                                                              | Division d'Honneur                                                                                       | 26 | 13 | 3 | 10 | 58 | 42 | 29 | 7e | pas de coupe                                                                                             | | | Victor Putmans                                                                                           | 15 | | |
| 1937-1938                                                                                              | Division d'Honneur                                                                                       | 26 | 12 | 2 | 12 | 60 | 68 | 26 | 7e | pas de coupe                                                                                             | | | Jean Capelle                                                                                             | 27 | | |
| 1938-1939                                                                                              | Division d'Honneur                                                                                       | 26 | 8 | 7 | 11 | 62 | 67 | 23 | 9e | pas de coupe                                                                                             | | | Jean Capelle                                                                                             | 27 | | |
| 1939-1940                                                                                              | Championnat arrêté à cause de la Seconde Guerre mondiale (Meilleur buteur : Jean Capelle, 9 buts)        | Championnat arrêté à cause de la Seconde Guerre mondiale (Meilleur buteur : Jean Capelle, 9 buts)        | Championnat arrêté à cause de la Seconde Guerre mondiale (Meilleur buteur : Jean Capelle, 9 buts)        | Championnat arrêté à cause de la Seconde Guerre mondiale (Meilleur buteur : Jean Capelle, 9 buts)        | Championnat arrêté à cause de la Seconde Guerre mondiale (Meilleur buteur : Jean Capelle, 9 buts)        | Championnat arrêté à cause de la Seconde Guerre mondiale (Meilleur buteur : Jean Capelle, 9 buts)        | Championnat arrêté à cause de la Seconde Guerre mondiale (Meilleur buteur : Jean Capelle, 9 buts)        | Championnat arrêté à cause de la Seconde Guerre mondiale (Meilleur buteur : Jean Capelle, 9 buts)        | Championnat arrêté à cause de la Seconde Guerre mondiale (Meilleur buteur : Jean Capelle, 9 buts)        | Championnat arrêté à cause de la Seconde Guerre mondiale (Meilleur buteur : Jean Capelle, 9 buts)        | Championnat arrêté à cause de la Seconde Guerre mondiale (Meilleur buteur : Jean Capelle, 9 buts)        | Championnat arrêté à cause de la Seconde Guerre mondiale (Meilleur buteur : Jean Capelle, 9 buts)        | Championnat arrêté à cause de la Seconde Guerre mondiale (Meilleur buteur : Jean Capelle, 9 buts)        | Championnat arrêté à cause de la Seconde Guerre mondiale (Meilleur buteur : Jean Capelle, 9 buts)        | Championnat arrêté à cause de la Seconde Guerre mondiale (Meilleur buteur : Jean Capelle, 9 buts)        | Championnat arrêté à cause de la Seconde Guerre mondiale (Meilleur buteur : Jean Capelle, 9 buts)        |
| 1940-1941                                                                                              | Série B (provinciale)                                                                                    | 9 | 4 | 0 | 5 | 25 | 19 | 8 | 6e /10                                                                                                   | pas de coupe                                                                                             | | | Jean Capelle                                                                                             | 7 | | |
| 1941-1942                                                                                              | Division d'Honneur                                                                                       | 26 | 9 | 4 | 13 | 54 | 63 | 22 | 12e | pas de coupe                                                                                             | | | Jean Capelle Victor Putmans                                                                              | 15 | | |
| 1942-1943                                                                                              | Division d'Honneur                                                                                       | 30 | 10 | 4 | 16 | 62 | 66 | 24 | 12e | pas de coupe                                                                                             | | | Adolphe Nicolay                                                                                          | 17 | | |
| 1943-1944                                                                                              | Division d'Honneur                                                                                       | 29 | 9 | 4 | 16 | 57 | 87 | 22 | 14e | pas de coupe                                                                                             | | | Adolphe Nicolay                                                                                          | 13 | | |
| 1944-1945                                                                                              | Championnat arrêté à cause de la Seconde Guerre mondiale 0(Meilleur buteur : 0 Adolphe Nicolay, 13 buts) | Championnat arrêté à cause de la Seconde Guerre mondiale 0(Meilleur buteur : 0 Adolphe Nicolay, 13 buts) | Championnat arrêté à cause de la Seconde Guerre mondiale 0(Meilleur buteur : 0 Adolphe Nicolay, 13 buts) | Championnat arrêté à cause de la Seconde Guerre mondiale 0(Meilleur buteur : 0 Adolphe Nicolay, 13 buts) | Championnat arrêté à cause de la Seconde Guerre mondiale 0(Meilleur buteur : 0 Adolphe Nicolay, 13 buts) | Championnat arrêté à cause de la Seconde Guerre mondiale 0(Meilleur buteur : 0 Adolphe Nicolay, 13 buts) | Championnat arrêté à cause de la Seconde Guerre mondiale 0(Meilleur buteur : 0 Adolphe Nicolay, 13 buts) | Championnat arrêté à cause de la Seconde Guerre mondiale 0(Meilleur buteur : 0 Adolphe Nicolay, 13 buts) | Championnat arrêté à cause de la Seconde Guerre mondiale 0(Meilleur buteur : 0 Adolphe Nicolay, 13 buts) | Championnat arrêté à cause de la Seconde Guerre mondiale 0(Meilleur buteur : 0 Adolphe Nicolay, 13 buts) | Championnat arrêté à cause de la Seconde Guerre mondiale 0(Meilleur buteur : 0 Adolphe Nicolay, 13 buts) | Championnat arrêté à cause de la Seconde Guerre mondiale 0(Meilleur buteur : 0 Adolphe Nicolay, 13 buts) | Championnat arrêté à cause de la Seconde Guerre mondiale 0(Meilleur buteur : 0 Adolphe Nicolay, 13 buts) | Championnat arrêté à cause de la Seconde Guerre mondiale 0(Meilleur buteur : 0 Adolphe Nicolay, 13 buts) | Championnat arrêté à cause de la Seconde Guerre mondiale 0(Meilleur buteur : 0 Adolphe Nicolay, 13 buts) | Championnat arrêté à cause de la Seconde Guerre mondiale 0(Meilleur buteur : 0 Adolphe Nicolay, 13 buts) |
| 1945-1946                                                                                              | Division d'Honneur                                                                                       | 36 | 14 | 4 | 18 | 77 | 94 | 32 | 14e | pas de coupe                                                                                             | | | Franz Carlier                                                                                            | 23 | | |
| 1946-1947                                                                                              | Division d'Honneur                                                                                       | 36 | 14 | 8 | 14 | 76 | 73 | 36 | 9e | pas de coupe                                                                                             | | | Franz Carlier                                                                                            | 21 | | |
| 1947-1948                                                                                              | Division d'Honneur                                                                                       | 30 | 10 | 6 | 14 | 66 | 59 | 26 | 13e | pas de coupe                                                                                             | | | Franz Carlier                                                                                            | 22 | | |
| 1948-1949                                                                                              | Division d'Honneur                                                                                       | 30 | 17 | 4 | 9 | 57 | 48 | 38 | 3e | pas de coupe                                                                                             | | | Adolphe Nicolay                                                                                          | 16 | | |
| 1949-1950                                                                                              | Division d'Honneur                                                                                       | 30 | 8 | 6 | 16 | 51 | 69 | 22 | 13e | pas de coupe                                                                                             | | | Jean Mathonet                                                                                            | 13 | | |
| 1950-1951                                                                                              | Division d'Honneur                                                                                       | 30 | 11 | 8 | 11 | 44 | 47 | 30 | 8e | pas de coupe                                                                                             | | | Jean Mathonet                                                                                            | 20 | | |
| 1951-1952                                                                                              | Division d'Honneur                                                                                       | 30 | 7 | 9 | 14 | 47 | 57 | 23 | 13e | pas de coupe                                                                                             | | | Jean Mathonet                                                                                            | 10 | | |
| 1952-1953                                                                                              | Division 1                                                                                               | 30 | 12 | 9 | 9 | 59 | 53 | 33 | 5e | pas de coupe                                                                                             | | | Guy Thys                                                                                                 | 20 | | |
| 1953-1954                                                                                              | Division 1                                                                                               | 30 | 9 | 9 | 12 | 49 | 55 | 27 | 13e | V * | | | Joseph Givard                                                                                            | 20 | | |
| 1954-1955                                                                                              | Division 1                                                                                               | 30 | 16 | 5 | 9 | 75 | 46 | 37 | 3e | 1/4 | | | Jean Jadot                                                                                               | 19 | | |
| 1955-1956                                                                                              | Division 1                                                                                               | 30 | 11 | 8 | 11 | 68 | 48 | 30 | 8e | 1/8 | | | Jean Mathonet                                                                                            | 26 | | |
| 1956-1957                                                                                              | Division 1                                                                                               | 30 | 11 | 11 | 8 | 54 | 47 | 33 | 7e | pas de coupe                                                                                             | | | André Piters                                                                                             | 11 | | |
| 1957-1958                                                                                              | Division 1                                                                                               | 30 | 18 | 8 | 4 | 55 | 21 | 44 | 1er * | pas de coupe                                                                                             | | | Denis Houf                                                                                               | 13 | | |
| 1958-1959                                                                                              | Division 1                                                                                               | 30 | 16 | 10 | 4 | 64 | 31 | 42 | 3e | pas de coupe                                                                                             | Coupe des Champions                                                                                      | 1/4 | Charles Mallants                                                                                         | 15 | | |
| 1959-1960                                                                                              | Division 1                                                                                               | 30 | 12 | 8 | 10 | 54 | 48 | 32 | 7e | pas de coupe                                                                                             | | | Denis Houf                                                                                               | 14 | | 1.75 (18e)                                                                                               |
| 1960-1961                                                                                              | Division 1                                                                                               | 30 | 18 | 9 | 3 | 67 | 25 | 45 | 1er * | pas de coupe                                                                                             | | | István Sztáni                                                                                            | 18 | | 1.75 (25e)                                                                                               |
| 1961-1962                                                                                              | Division 1                                                                                               | 30 | 18 | 4 | 8 | 57 | 31 | 40 | 2e ¤ | pas de coupe                                                                                             | Coupe des Champions                                                                                      | 1/2 | Roger Claessen                                                                                           | 27 | | 3.08 (14e)                                                                                               |
| 1962-1963                                                                                              | Division 1                                                                                               | 30 | 20 | 4 | 6 | 51 | 21 | 44 | 1er * | pas de coupe                                                                                             | | | István Sztáni                                                                                            | 10 | | 3.08 (21e)                                                                                               |
| 1963-1964                                                                                              | Division 1                                                                                               | 30 | 16 | 8 | 6 | 58 | 28 | 40 | 3e | 1/4 | Coupe des Champions                                                                                      | TP | Roger Claessen                                                                                           | 21 | | 2.33 (34e)                                                                                               |
| 1964-1965                                                                                              | Division 1                                                                                               | 30 | 15 | 9 | 6 | 50 | 34 | 39 | 2e ¤ | F ¤ | | | Roger Claessen                                                                                           | 16 | | 2.33 (43e)                                                                                               |
| 1965-1966                                                                                              | Division 1                                                                                               | 30 | 16 | 8 | 6 | 47 | 24 | 40 | 3e | V * | Coupe des coupes                                                                                         | 1/8 | Roger Claessen                                                                                           | 18 | | 3.33 (34e)                                                                                               |
| 1966-1967                                                                                              | Division 1                                                                                               | 30 | 15 | 7 | 8 | 50 | 34 | 37 | 4e | V * | Coupe des coupes                                                                                         | 1/2 | Roger Claessen                                                                                           | 30 | | 3.25 (38e)                                                                                               |
| 1967-1968                                                                                              | Division 1                                                                                               | 30 | 16 | 8 | 6 | 53 | 31 | 40 | 3e | 1/16 | Coupe des coupes                                                                                         | 1/4 | Roger Claessen                                                                                           | 24 | | 4.58 (25e)                                                                                               |
| 1968-1969                                                                                              | Division 1                                                                                               | 30 | 19 | 7 | 4 | 62 | 18 | 45 | 1er * | 1/16 | Coupe des villes de foires                                                                               | T1 | Antal Nagy                                                                                               | 21 | | 4.08 (28e)                                                                                               |
| 1969-1970                                                                                              | Division 1                                                                                               | 30 | 22 | 5 | 3 | 64 | 24 | 49 | 1er * | 1/4 | Coupe des Champions                                                                                      | 1/4 | /Milan Galić                                                                                             | 20 | | 5.42 (15e)                                                                                               |
| 1970-1971                                                                                              | Division 1                                                                                               | 30 | 21 | 5 | 4 | 66 | 24 | 47 | 1er * | 1/4 | Coupe des champions                                                                                      | 1/8 | Erwin Kostedde                                                                                           | 33 | | 5.92 (9e)                                                                                                |
| 1971-1972                                                                                              | Division 1                                                                                               | 30 | 15 | 11 | 4 | 48 | 19 | 41 | 3e | F ¤ | Coupe des Champions                                                                                      | 1/4 | Silvester Takač                                                                                          | 20 | | 6.17 (11e)                                                                                               |
| 1972-1973                                                                                              | Division 1                                                                                               | 30 | 12 | 14 | 4 | 45 | 25 | 38 | 2e ¤ | F ¤ | Coupe de la ligue Pro                                                                                    | 1/2 | / D. Mušović                                                                                             | 22 | | 5.83 (16e)                                                                                               |
| 1972-1973                                                                                              | Division 1                                                                                               | 30 | 12 | 14 | 4 | 45 | 25 | 38 | 2e ¤ | F ¤ | Coupe des coupes                                                                                         | T1 | / D. Mušović                                                                                             | 22 | | 5.83 (16e)                                                                                               |
| 1973-1974                                                                                              | Division 1                                                                                               | 30 | 12 | 10 | 8 | 43 | 30 | 34 | 4e | | Coupe de la ligue Pro                                                                                    | F ¤ | Josip Bukal                                                                                              | 24 | | 6.50 (10e)                                                                                               |
| 1973-1974                                                                                              | Division 1                                                                                               | 30 | 12 | 10 | 8 | 43 | 30 | 34 | 4e | Coupe UEFA                                                                                               | 1/8 | | Josip Bukal                                                                                              | 24 | | 6.50 (10e)                                                                                               |
| 1974-1975                                                                                              | Division 1                                                                                               | 38 | 18 | 8 | 12 | 59 | 42 | 44 | 6e | | Coupe de la ligue Pro                                                                                    | V * | Josip Bukal                                                                                              | 21 | | 5.17 (21e)                                                                                               |
| 1975-1976                                                                                              | Division 1                                                                                               | 36 | 15 | 9 | 12 | 53 | 46 | 39 | 8e | | | | Philippe Garot                                                                                           | 15 | | 3.67 (51e)                                                                                               |
| 1976-1977                                                                                              | Division 1                                                                                               | 34 | 18 | 9 | 7 | 51 | 26 | 45 | 3e | | | | Alfred Riedl                                                                                             | 20 | | 2.17 (85e)                                                                                               |
| 1977-1978                                                                                              | Division 1                                                                                               | 34 | 20 | 9 | 5 | 70 | 33 | 49 | 3e | 1/4 | Coupe UEFA                                                                                               | 1/8 | Harald Nickel                                                                                            | 31 | | 2.00 (92e)                                                                                               |
| 1978-1979                                                                                              | Division 1                                                                                               | 34 | 17 | 10 | 7 | 46 | 30 | 44 | 3e | | Coupe UEFA                                                                                               | T2 | Á. Sigurvinsson                                                                                          | 11 | | 2.08 (92e)                                                                                               |
| 1979-1980                                                                                              | Division 1                                                                                               | 34 | 20 | 9 | 5 | 80 | 31 | 49 | 2e ¤ | 1/2 | Coupe UEFA                                                                                               | 1/8 | Ralf Edström                                                                                             | 22 | | 3.25 (59e)                                                                                               |
| 1980-1981                                                                                              | Division 1                                                                                               | 34 | 18 | 6 | 10 | 65 | 45 | 42 | 3e | V * | Supercoupe de Belgique                                                                                   | V * | Ralf Edström                                                                                             | 16 | | 4.75 (24e)                                                                                               |
| 1980-1981                                                                                              | Division 1                                                                                               | 34 | 18 | 6 | 10 | 65 | 45 | 42 | 3e | V * | Coupe UEFA                                                                                               | 1/4 | Ralf Edström                                                                                             | 16 | | 4.75 (24e)                                                                                               |
| 1981-1982                                                                                              | Division 1                                                                                               | 34 | 19 | 10 | 5 | 59 | 28 | 48 | 1er * | 1/16 | Supercoupe de Belgique                                                                                   | F ¤ | Simon Tahamata                                                                                           | 18 | | 6.75 (3e)                                                                                                |
| 1981-1982                                                                                              | Division 1                                                                                               | 34 | 19 | 10 | 5 | 59 | 28 | 48 | 1er * | 1/16 | Coupe des coupes                                                                                         | F ¤ | Simon Tahamata                                                                                           | 18 | | 6.75 (3e)                                                                                                |
| 1982-1983                                                                                              | Division 1                                                                                               | 34 | 22 | 6 | 6 | 78 | 34 | 50 | 1er * | 1/8 | Supercoupe de Belgique                                                                                   | V * | Simon Tahamata                                                                                           | 22 | | 6.67 (3e)                                                                                                |
| 1982-1983                                                                                              | Division 1                                                                                               | 34 | 22 | 6 | 6 | 78 | 34 | 50 | 1er * | 1/8 | Coupe des champions                                                                                      | 1/8 | Simon Tahamata                                                                                           | 22 | | 6.67 (3e)                                                                                                |
| 1983-1984                                                                                              | Division 1                                                                                               | 34 | 17 | 6 | 11 | 55 | 44 | 40 | 4e | F ¤ | Coupe des champions                                                                                      | 1/8 | Horst Hrubesch                                                                                           | 15 | | 6.67 (9e)                                                                                                |
| 1984-1985                                                                                              | Division 1                                                                                               | 34 | 10 | 13 | 11 | 42 | 43 | 33 | 8e | 1/8 | Coupe UEFA                                                                                               | T2 | Roger Raeven                                                                                             | 10 | | 6.25 (12e)                                                                                               |
| 1985-1986                                                                                              | Division 1                                                                                               | 34 | 15 | 12 | 7 | 57 | 29 | 42 | 3e | 1/4 | Coupe de la ligue Pro                                                                                    | Grp | A. Czerniatynski                                                                                         | 19 | | 4.75 (28e)                                                                                               |
| 1986-1987                                                                                              | Division 1                                                                                               | 34 | 10 | 11 | 13 | 40 | 38 | 31 | 10e | 1/8 | Coupe UEFA                                                                                               | T2 | / S. Repčić                                                                                              | 8 | | 4.00 (41e)                                                                                               |
| 1987-1988                                                                                              | Division 1                                                                                               | 34 | 11 | 8 | 15 | 46 | 51 | 30 | 10e | F ¤ | | | Dimitri Mbuyu                                                                                            | 20 | | 3.25 (57e)                                                                                               |
| 1988-1989                                                                                              | Division 1                                                                                               | 34 | 14 | 8 | 12 | 46 | 43 | 36 | 6e | F ¤ | | | Ronny Rosenthal                                                                                          | 18 | | 2.00 (105e)                                                                                              |
| 1989-1990                                                                                              | Division 1                                                                                               | 34 | 16 | 10 | 8 | 54 | 33 | 42 | 5e | 1/2 | | | G. Vandersmissen                                                                                         | 15 | | 1.25 (139e)                                                                                              |
| 1990-1991                                                                                              | Division 1                                                                                               | 34 | 16 | 10 | 8 | 51 | 42 | 42 | 6e | 1/8 | | | Miklos Molnar                                                                                            | 16 | | 1.25 (136e)                                                                                              |
| 1991-1992                                                                                              | Division 1                                                                                               | 34 | 16 | 14 | 4 | 59 | 28 | 46 | 3e | 1/2 | | | Henk Vos                                                                                                 | 15 | | - |
| 1992-1993                                                                                              | Division 1                                                                                               | 34 | 18 | 9 | 7 | 69 | 43 | 45 | 2e ¤ | V * | Supercoupe de Belgique                                                                                   | F ¤ | Marc Wilmots                                                                                             | 27 | | 1.33 (118e)                                                                                              |
| 1992-1993                                                                                              | Division 1                                                                                               | 34 | 18 | 9 | 7 | 69 | 43 | 45 | 2e ¤ | V * | Coupe UEFA                                                                                               | 1/8 | Marc Wilmots                                                                                             | 27 | | 1.33 (118e)                                                                                              |
| 1993-1994                                                                                              | Jupiler League                                                                                           | 34 | 13 | 12 | 9 | 43 | 22 | 38 | 6e | 1/8 | Coupe des coupes                                                                                         | 1/8 | Marc Wilmots                                                                                             | 15 | | 2.33 (80e)                                                                                               |
| 1994-1995                                                                                              | Jupiler League                                                                                           | 34 | 21 | 9 | 4 | 52 | 23 | 51 | 2e ¤ | 1/16 | | | Aurelio Vidmar                                                                                           | 22 | | 2.33 (77e)                                                                                               |
| 1995-1996                                                                                              | Jupiler League                                                                                           | 34 | 13 | 12 | 9 | 51 | 46 | 51 | 6e | 1/8 | Coupe UEFA                                                                                               | T1 | Marc Wilmots                                                                                             | 15 | | 2.83 (61e)                                                                                               |
| 1996-1997                                                                                              | Jupiler League                                                                                           | 34 | 16 | 2 | 16 | 55 | 55 | 50 | 7e | 1/4 | Coupe Intertoto                                                                                          | F ¤ | Axel Lawarée                                                                                             | 15 | | 2.83 (58e)                                                                                               |
| 1997-1998                                                                                              | Jupiler League                                                                                           | 34 | 11 | 10 | 13 | 53 | 50 | 43 | 9e | 1/4 | Coupe de la ligue Pro                                                                                    | T2 | Mbo Mpenza                                                                                               | 8 | | 1.50 (111e)                                                                                              |
| 1997-1998                                                                                              | Jupiler League                                                                                           | 34 | 11 | 10 | 13 | 53 | 50 | 43 | 9e | 1/4 | Coupe Intertoto                                                                                          | Grp | Mbo Mpenza                                                                                               | 8 | | 1.50 (111e)                                                                                              |
| 1998-1999                                                                                              | Jupiler League                                                                                           | 34 | 17 | 3 | 14 | 55 | 47 | 54 | 6e | F ¤ | Coupe de la ligue Pro                                                                                    | T2 | Émile Mpenza                                                                                             | 12 | | 10.80 (179e)                                                                                             |
| 1999-2000                                                                                              | Jupiler League                                                                                           | 34 | 18 | 2 | 14 | 66 | 52 | 56 | 5e | F ¤ | Coupe de la ligue Pro                                                                                    | T1 | Bernd Thijs                                                                                              | 11 | 16 801                                                                                                   | 10.53 (181e)                                                                                             |
| 2000-2001                                                                                              | Jupiler League                                                                                           | 34 | 16 | 12 | 6 | 71 | 44 | 66 | 3e | 1/8 | Coupe Intertoto                                                                                          | 1/2 | Ole Martin Årst                                                                                          | 14 | 15 974                                                                                                   | - |
| 2001-2002                                                                                              | Jupiler League                                                                                           | 34 | 15 | 12 | 7 | 57 | 38 | 57 | 5e | 1/16 | Coupe UEFA                                                                                               | T2 | Ali Lukunku                                                                                              | 16 | 12 729                                                                                                   | 15.76 (152e)                                                                                             |
| 2002-2003                                                                                              | Jupiler League                                                                                           | 32 | 14 | 8 | 10 | 53 | 39 | 50 | 7e | 1/4 | | | Ole Martin Årst                                                                                          | 26 | 14 743                                                                                                   | 17.25 (144e)                                                                                             |
| 2003-2004                                                                                              | Jupiler League                                                                                           | 34 | 18 | 11 | 5 | 68 | 31 | 65 | 3e | 1/16 | | | Émile Mpenza                                                                                             | 21 | 16 888                                                                                                   | 12.53 (161e)                                                                                             |
| 2004-2005                                                                                              | Jupiler League                                                                                           | 34 | 21 | 7 | 6 | 64 | 30 | 70 | 3e | 1/8 | Coupe UEFA                                                                                               | Grp | S. Bangoura                                                                                              | 17 | 16 882                                                                                                   | 18.48 (123e)                                                                                             |
| 2005-2006                                                                                              | Jupiler League                                                                                           | 34 | 19 | 8 | 7 | 51 | 28 | 65 | 2e ¤ | 1/2 | | | M. Tchité                                                                                                | 19 | 23 263                                                                                                   | 17.98 (132e)                                                                                             |
| 2006-2007                                                                                              | Jupiler League                                                                                           | 34 | 19 | 7 | 8 | 62 | 38 | 64 | 3e | F ¤ | Ligue des champions                                                                                      | TP3 | Milan Jovanović                                                                                          | 24 | 22 846                                                                                                   | 14.59 (141e)                                                                                             |
| 2006-2007                                                                                              | Jupiler League                                                                                           | 34 | 19 | 7 | 8 | 62 | 38 | 64 | 3e | F ¤ | Coupe UEFA                                                                                               | TP1 | Milan Jovanović                                                                                          | 24 | 22 846                                                                                                   | 14.59 (141e)                                                                                             |
| 2007-2008                                                                                              | Jupiler League                                                                                           | 34 | 22 | 11 | 1 | 61 | 19 | 77 | 1er * | 1/2 | Supercoupe de Belgique                                                                                   | V * | D. Mbokani                                                                                               | 19 | 25 785                                                                                                   | 14.81 (140e)                                                                                             |
| 2007-2008                                                                                              | Jupiler League                                                                                           | 34 | 22 | 11 | 1 | 61 | 19 | 77 | 1er * | 1/2 | Coupe UEFA                                                                                               | T1 | D. Mbokani                                                                                               | 19 | 25 785                                                                                                   | 14.81 (140e)                                                                                             |
| 2008-2009                                                                                              | Jupiler Pro League                                                                                       | 34 | 24 | 5 | 5 | 66 | 26 | 77 | 1er * | 1/16 | Supercoupe de Belgique                                                                                   | V * | D. Mbokani                                                                                               | 21 | 25 912                                                                                                   | 21.07 (98e)                                                                                              |
| 2008-2009                                                                                              | Jupiler Pro League                                                                                       | 34 | 24 | 5 | 5 | 66 | 26 | 77 | 1er * | 1/16 | Ligue des champions                                                                                      | TP3 | D. Mbokani                                                                                               | 21 | 25 912                                                                                                   | 21.07 (98e)                                                                                              |
| 2008-2009                                                                                              | Jupiler Pro League                                                                                       | 34 | 24 | 5 | 5 | 66 | 26 | 77 | 1er * | 1/16 | Coupe UEFA                                                                                               | 1/16 | D. Mbokani                                                                                               | 21 | 25 912                                                                                                   | 21.07 (98e)                                                                                              |
| 2009-2010                                                                                              | Jupiler Pro League                                                                                       | 28 | 10 | 9 | 9 | 38 | 34 | 39 | 8e | 1/8 | Ligue des champions                                                                                      | Grp | Milan Jovanović                                                                                          | 13 | 26 213                                                                                                   | 32.58 (67e)                                                                                              |
| 2009-2010                                                                                              | Jupiler Pro League                                                                                       | 6 | 2 | 2 | 2 | 8 | 5 | 8 | 9e | 1/8 | Ligue Europa                                                                                             | 1/4 | Milan Jovanović                                                                                          | 13 | 26 213                                                                                                   | 32.58 (67e)                                                                                              |
| 2010-2011                                                                                              | Jupiler Pro League                                                                                       | 30 | 15 | 4 | 11 | 50 | 38 | 49 | 6e | V * | Supercoupe de Belgique                                                                                   | F ¤ | Mehdi Carcela                                                                                            | 13 | 25 638                                                                                                   | 32.40 (61e)                                                                                              |
| 2010-2011                                                                                              | Jupiler Pro League                                                                                       | 10 | 8 | 2 | 0 | 18 | 6 | 51 | 2e ¤ | V * | Supercoupe de Belgique                                                                                   | F ¤ | Mehdi Carcela                                                                                            | 13 | 25 638                                                                                                   | 32.40 (61e)                                                                                              |
| 2011-2012                                                                                              | Jupiler Pro League                                                                                       | 30 | 14 | 9 | 7 | 43 | 33 | 51 | 4e | 1/4 | Ligue des champions                                                                                      | TP3 | M. Tchité                                                                                                | 13 | 25 113                                                                                                   | 46.48 (45e)                                                                                              |
| 2011-2012                                                                                              | Jupiler Pro League                                                                                       | 10 | 2 | 3 | 5 | 10 | 17 | 35 | 5e | 1/4 | Ligue Europa                                                                                             | 1/8 | M. Tchité                                                                                                | 13 | 25 113                                                                                                   | 46.48 (45e)                                                                                              |
| 2012-2013                                                                                              | Jupiler Pro League                                                                                       | 30 | 15 | 5 | 10 | 54 | 33 | 50 | 6e | 1/8 | | | Imoh Ezekiel                                                                                             | 16 | 21 949                                                                                                   | 45.88 (48e)                                                                                              |
| 2012-2013                                                                                              | Jupiler Pro League                                                                                       | 10 | 5 | 2 | 3 | 18 | 17 | 42 | 4e | 1/8 | | | Imoh Ezekiel                                                                                             | 16 | 21 949                                                                                                   | 45.88 (48e)                                                                                              |
| 2013-2014                                                                                              | Jupiler Pro League                                                                                       | 30 | 20 | 7 | 3 | 59 | 17 | 67 | 1er | 1/8 | Ligue Europa                                                                                             | Grp | Michy Batshuayi                                                                                          | 23 | 24 967                                                                                                   | 38.26 (58e)                                                                                              |
| 2013-2014                                                                                              | Jupiler Pro League                                                                                       | 10 | 4 | 3 | 3 | 14 | 11 | 49 | 2e ¤ | 1/8 | Ligue Europa                                                                                             | Grp | Michy Batshuayi                                                                                          | 23 | 24 967                                                                                                   | 38.26 (58e)                                                                                              |
| 2014-2015                                                                                              | Jupiler Pro League                                                                                       | 30 | 16 | 5 | 9 | 49 | 39 | 53 | 4e | 1/8 | Ligue des Champions                                                                                      | TP4 | Geoffrey Mujangi Bia                                                                                     | 14 | 24 474                                                                                                   | 25.44 (80e)                                                                                              |
| 2014-2015                                                                                              | Jupiler Pro League                                                                                       | 10 | 4 | 1 | 5 | 14 | 13 | 40 | 4e | 1/8 | Ligue Europa                                                                                             | Grp | Geoffrey Mujangi Bia                                                                                     | 14 | 24 474                                                                                                   | 25.44 (80e)                                                                                              |
| 2015-2016                                                                                              | Jupiler Pro League                                                                                       | 30 | 12 | 5 | 13 | 41 | 51 | 41 | 7e | V * | Ligue Europa                                                                                             | Barrages                                                                                                 | Ivan Santini                                                                                             | 13 | 22 493                                                                                                   | 27.50 (78e)                                                                                              |
| 2015-2016                                                                                              | Jupiler Pro League                                                                                       | 6 | 3 | 1 | 2 | 8 | 5 | 10 | 9e | V * | Supercoupe de Belgique                                                                                   | F ¤ | Ivan Santini                                                                                             | 13 | 22 493                                                                                                   | 27.50 (78e)                                                                                              |
| 2016-2017                                                                                              | Jupiler Pro League                                                                                       | 30 | 10 | 12 | 8 | 47 | 38 | 39 | 9e | 1/16 | Ligue Europa                                                                                             | Grp | Orlando Sá                                                                                               | 17 | | 20.98 (95e)                                                                                              |
| 2016-2017                                                                                              | Jupiler Pro League                                                                                       | 10 | 4 | 2 | 4 | 14 | 11 | 14 | 13e | 1/16 | Ligue Europa                                                                                             | Grp | Orlando Sá                                                                                               | 17 | | 20.98 (95e)                                                                                              |
| 2017-2018                                                                                              | Jupiler Pro League                                                                                       | 30 | 11 | 11 | 8 | 43 | 41 | 44 | 6e | V * | Supercoupe de Belgique                                                                                   | F ¤ | Renaud Emond                                                                                             | 15 | 19 046                                                                                                   | 12.5 (110e)                                                                                              |
| 2017-2018                                                                                              | Jupiler Pro League                                                                                       | 10 | 6 | 3 | 1 | 20 | 9 | 43 | 2e ¤ | V * | Supercoupe de Belgique                                                                                   | F ¤ | Renaud Emond                                                                                             | 15 | 19 046                                                                                                   | 12.5 (110e)                                                                                              |
| 2018-2019                                                                                              | Jupiler Pro League                                                                                       | 30 | 15 | 8 | 7 | 50 | 35 | 53 | 3e | 1/16 | Ligue des champions                                                                                      | TP3 | Renaud Emond                                                                                             | 16 | 20 021                                                                                                   | 17.5 (82e)                                                                                               |
| 2018-2019                                                                                              | Jupiler Pro League                                                                                       | 10 | 4 | 1 | 5 | 17 | 16 | 40 | 3e | 1/16 | Ligue Europa                                                                                             | Grp | Renaud Emond                                                                                             | 16 | 20 021                                                                                                   | 17.5 (82e)                                                                                               |
| 2019-2020                                                                                              | Jupiler Pro League                                                                                       | 29 | 14 | 7 | 8 | 47 | 32 | 49 | 5e | 1/4 | Ligue Europa                                                                                             | Grp | Maxime Lestienne                                                                                         | 10 | 19 738                                                                                                   | 20.5 (74e)                                                                                               |
| 2020-2021                                                                                              | Jupiler Pro League                                                                                       | 34 | 13 | 11 | 10 | 52 | 41 | 50 | 6e | F ¤ | Ligue Europa                                                                                             | Grp | Selim Amallah                                                                                            | 15 | | 22.0 (65e)                                                                                               |
| 2020-2021                                                                                              | Jupiler Pro League                                                                                       | 6 | 1 | 0 | 5 | 7 | 17 | 28 | 8e | F ¤ | Ligue Europa                                                                                             | Grp | Selim Amallah                                                                                            | 15 | | 22.0 (65e)                                                                                               |
| 2021-2022                                                                                              | Jupiler Pro League                                                                                       | 34 | 9 | 9 | 16 | 32 | 51 | 36 | 14e | 1/4 | | | Denis Drăguș                                                                                             | 6 | | 16.0 (96e)                                                                                               |
| 2022-2023                                                                                              | Jupiler Pro League                                                                                       | 34 | 16 | 7 | 11 | 58 | 45 | 55 | 6e | 1/8 | | | Philip Zinckernagel                                                                                      | 10 | | |
| 2022-2023                                                                                              | Jupiler Pro League                                                                                       | 6 | 0 | 2 | 4 | 4 | 14 | 30 | 7e | 1/8 | | | Philip Zinckernagel                                                                                      | 10 | | |
| 2023-2024                                                                                              | Jupiler Pro League                                                                                       | 30 | 8 | 10 | 12 | 33 | 41 | 34 | 10e | 1/8 | | | Wilfried Kanga                                                                                           | 12 | | |
| 2023-2024                                                                                              | Jupiler Pro League                                                                                       | 10 | 0 | 5 | 5 | 12 | 27 | 22 | 12e | 1/8 | | | Wilfried Kanga                                                                                           | 12 | | |
| 2024-2025                                                                                              | Jupiler Pro League                                                                                       | 30 | 10 | 9 | 11 | 22 | 35 | 39 | 7e | 1/8 | | | Andi Zeqiri                                                                                              | 10 | | |
| 2024-2025                                                                                              | Jupiler Pro League                                                                                       | 10 | 0 | 7 | 3 | 5 | 8 | 27 | 11e | 1/8 | | | Andi Zeqiri                                                                                              | 10 | | |

## Sources
- « Le Royal Standard de Liège et son histoire », sur Royal Standard de Liège: standard.be (site officiel du club) (consulté le 25 mars 2010)

- « URBSFA : Statistiques », sur Union Royale Belge des Sociétés de Football-Association (URBSFA) (consulté le 4 avril 2010)

- « Belgium Cup », sur RSSSF: The Rec.Sport.Soccer Statistics Foundation (consulté le 25 mars 2010)

- « Belgium - Final Tables 1895-2008 », sur RSSSF: The Rec.Sport.Soccer Statistics Foundation (consulté le 25 mars 2010)